# Wiesenbronn

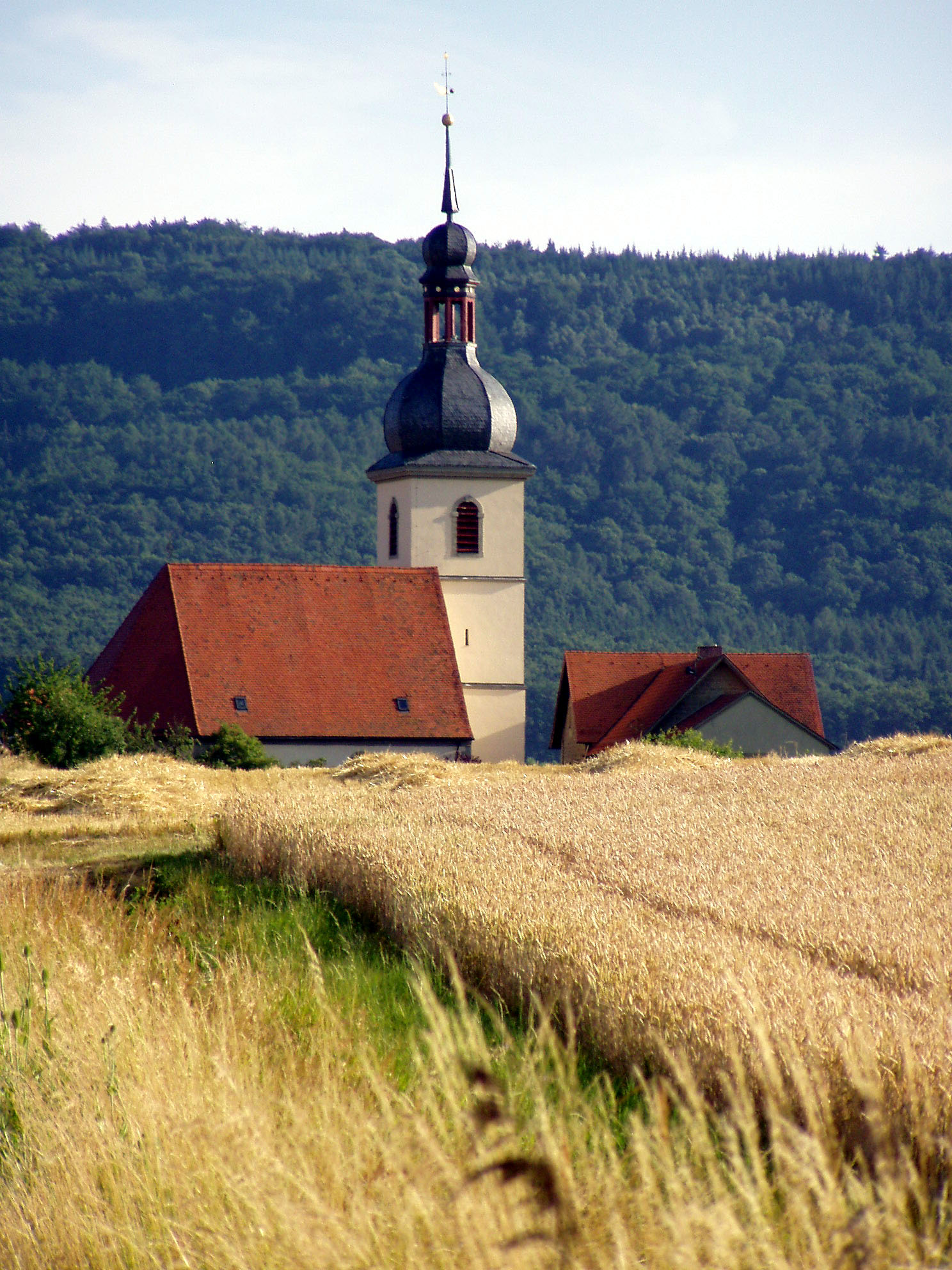
Die evangelische Heilig-Kreuz-Kirche von Wiesenbronn, im Hintergrund die Steilstufe des Steigerwalds

Wiesenbronn ist eine Gemeinde im unterfränkischen Landkreis Kitzingen, die besonders durch den Weinbau bekannt wurde. Die Gemeinde ist Mitglied der Verwaltungsgemeinschaft Großlangheim. Außer dem Hauptort gibt es keine weiteren Gemeindeteile.

## Geografie
Wiesenbronn gehört zur Planungsregion Würzburg (Bayerische Planungsregion 2) im Steigerwaldvorland. Es existiert nur die Gemarkung Wiesenbronn. Nachbargemeinden sind von Norden beginnend im Uhrzeigersinn Kleinlangheim, Rüdenhausen, Castell, Iphofen, Rödelsee und Großlangheim.
Die Wüstung Dürrbach befindet sich auf der Gemarkung von Wiesenbronn. Das Dorf war bis zu Beginn des 15. Jahrhunderts bewohnt. Mehrere Wiederansiedlungsversuche in der Folgezeit scheiterten.
Naturräumlich liegt Wiesenbronn im Schwanbergvorland, einem Teil des Steigerwaldvorlandes. Die Landschaft ist durch kleinere Hügel charakterisiert; in Richtung des Steigerwaldes nimmt ihre Höhe zu.
Durch den Ort verläuft der Fränkische Marienweg.

## Geschichte

### Bis zur Gemeindegründung
Um 800 wurde „Wisibrunnen“ erstmals in der Urkunde über eine Schenkung an das Kloster Fulda urkundlich erwähnt.
Lange Zeit vermutete man das im Jahre 816 gegründete Kloster Megingaudeshausen in der Nähe von Wiesenbronn. Die Abtei soll im Ipfigau an der Mecken, oberhalb des Leimbachs gestanden haben. Auf einen Standort in der Nähe des Koboldsees von Wiesenbronns deuten hin:
- ein Hügel namens Meggen,
- die benachbarte Senke Goutsgrom (umgangssprachlich Gottesgraben oder Gutsgraben),
- der Wiesbach, früher Leimbach
- Heeresstraße, „Straße nach dem Steigerwald“, entlang des Leimbachs,
- die alte Flurbezeichnung Dietrichsau (Erinnerung an den ersten Abt Theotgar oder Teutgar),
- Wiesenbronner Flur- und Siedlungsbezeichnungen wie Hardt, Hohefeld, Bernbuch oder Wisibrunn im Zusammenhang mit Megingaudeshausen.

877 wurde das Kloster aufgelassen und die Benediktiner zogen in das verwaiste Reichskloster der Karolinger nach Schwarzach. Die neuere Forschung verlegt die Abtei eher ins mittelfränkische Oberlaimbach bzw. nach Ullstadt.
Die Geschichte Wiesenbronns konzentriert sich auf drei Herrensitze, das Schloss, den Fuchs’schen und den Castell’schen Burgstall. Die bewegte Vergangenheit der Ortschaft trug sicherlich dazu bei, dass von keinem dieser Bauwerke noch etwas vorhanden ist. Von den Burgställen ist nicht einmal die genaue Lage bekannt.: 3 Das Castell’sche Ministerialengeschlecht, das sich dort niederließ, nannte sich „Herren von Wiesenbronn“.: 7 Arnolt von Wiesenbrunn dürfte wohl um 1200 in Ermangelung eines Berges die Wasserburg errichtet haben. Der Schutz bestand in einer doppelten Ummauerung, einem tiefen Wassergraben und einer Zugbrücke. „1244 kommt erstmals der Ritter Ulricus de Wisenbrunnen im Gefolge des Grafen Friedrich I. zu Castell vor, und 1268 beurkunden die Brüder Ulrich und Heinrich von … Wisintbronnen … als 'Ritter’ eine Verkaufsurkunde des Grafen Hermann II. zu Castell“. 1330 kann man urkundlich sesshafte Herren von Seinsheim im Ort nachweisen. Das Wiesenbronner Schloss hatten sie vom Markgrafen von Brandenburg zum Lehen erhalten.: 9 
Im Jahre 1384 wurde der Castell’sche Burgstall: 1 – 9 zum ersten Mal erwähnt, als Hans Pfaff von Seckendorf ihn und die zugehörigen Besitzungen von den Grafen Castell als Lehen erhielt. Das Holzrecht aus dem Gemeindewald, das auf ihm ruhte, lässt auf ein längeres Bestehen schließen. 1420:12 beschädigte Erkinger von Seinsheim, der Besitzer des Schlosses, die Mauer des Burgstalls von Jakob von Seckendorf schwer und zerstörte mehrere Untertanengüter. Von 1504 an besaßen Burkhardt und Jörg von Gnottstadt „die wüste und unbezimmerte Behausung“:8 sowie die zugehörigen Besitzungen. Diese Linie starb 1533 aus und „Eilf Unterthanen Güter nebst der Area einer ehemaligen Burg“:9 kamen in Castell’schen Besitz.
Die Herrschaft derer von Seinsheim erlosch 1516.:18 Etwa um 1517 müssen unter Philipp Esel zu Altenschönbach das ehemalige Wasserschloss und der steinerne Burgstall „nebst dem Schloss“ wieder vereinigt worden sein. Schübel erklärt dies so: „Als das auf dem Raum der heutigen Meierei gestandene Schloss nach und nach einging, wurde unmittelbar daneben ein anderes Schloss erbaut, das im Laufe der Zeit in andere Hände überging, während der Grundbesitz immer bei dem Burgstall verblieben war.“:18 1521:19 erhielt Wilhelm Fuchs von Dornheim die Altenschönbacher Besitzungen in Wiesenbronn vom Markgrafen als Lehen. Unter der Fuchs’schen Herrschaft wurde das Schloss im Bauernkrieg völlig zerstört. Fuchs von Dornheim ließ es wieder aufbauen, wie aus den mit einem „F“ versehenen Jahreszahlen „1538“ und „1539“ in einem Fensterstock über dem Eingang hervorging.:20 1546 kaufte Conrad von Castell das Schloss zu Wiesenbronn von Valentin Fuchs, dem Bruder des Fuchs von Dornheim. Nach 1577 gelangte es in den Besitz des Grafen Heinrich. Dieser Bruder von Conrad baute es um und verewigte sich mit seiner Gattin durch die Wappen und die Jahreszahl „1579“ im Türstock. Der Stein ist noch im Wohnhaus des ehemaligen Meierhofes erhalten geblieben. Als Heinrich starb, kehrten die Lehen größtenteils zur Linie Castell-Rüdenhausen zurück. Das Schloss litt in den Wirren des Dreißigjährigen Krieges. Nur Gräfin Luise Juliana und ihr Bruder Graf Heinrich Albrecht bewohnten es noch bis 1687. In diesem Jahr wurde die Gräfin im Ort begraben. Das Wiesenbronner Schloss wurde mehrmals vermietet, ziemlich verfallen verkauft und 1838 von der Rüdenhäuser Linie erneut zurückgekauft.:49 und 50 Im Zuge der Flurbereinigung (1964–1973) verlegte der Fürst Castell-Rüdenhausen seinen Grundbesitz in die Rüdenhäuser Gemarkung und verkaufte die Gebäude an Wiesenbronner Bauern. Das Schloss musste in der Mitte des 20. Jahrhunderts abgerissen werden.
Wiesenbronn wurde im Kondominat von der Grafschaft Castell, dem Hochstift Würzburg und dem Fürstentum Ansbach beherrscht, bis es 1806 an das Königreich Bayern fiel. Bei einer Gebietsbereinigung kam es 1810 zum Großherzogtum Würzburg und kehrte mit ihm 1814 zu Bayern zurück. Im Zuge der Verwaltungsreformen in Bayern entstand mit dem Gemeindeedikt von 1818 die heutige Gemeinde.

### Einwohnerentwicklung
- 1970: 0862 Einwohner
- 1987: 0848 Einwohner
- 1991: 0878 Einwohner
- 1995: 0895 Einwohner
- 2000: 0938 Einwohner
- 2005: 0960 Einwohner
- 2010: 0967 Einwohner
- 2015: 1052 Einwohner

Im Zeitraum 1988 bis 2018 stieg die Einwohnerzahl von 858 auf 1066 um 208 Einwohner bzw. um 24,2 %.
Quelle: BayLfStat

## Politik

### Gemeinderat
Zur Gemeinderatswahl 2020 trat ausschließlich die „Liste für Wiesenbronn“ an, die bei einer Wahlbeteiligung von 74,24 % alle zwölf Sitze erhielt.

### Bürgermeister
Seit 1. Mai 2020 ist Volkhard Warmdt (Bürgerliste Wiesenbronn) Bürgermeister. Er wurde am 15. März 2020 mit 61,4 % der Stimmen gewählt. Seine Vorgängerin war Doris Paul (Liste für Wiesenbronn), im Amt von Mai 2008 bis April 2020.

### Wappen
| Wappen von Wiesenbronn | Blasonierung: „In Silber auf grünem Rasen ein gemauerter schwarzer Ziehbrunnen mit einem schwarz und silber geziegelten und zwei goldenen Knäufen versehenen Walmdach auf zwei schwarzen Säulen; an schwarzer Kette ein roter Eimer.“                                              |
| Wappen von Wiesenbronn | Wappenbegründung: Der Ziehbrunnen verweist auf den Ortsnamen (redendes Wappen). Die Tingierung symbolisiert die drei Dorfherrschaften der Fürstbischöfe von Würzburg (Rot-Silber), der Markgrafen von Brandenburg-Ansbach (Schwarz-Silber) und der Grafen zu Castell (Rot-Silber). |

## Wirtschaft und Infrastruktur

### Wirtschaft einschließlich Land- und Forstwirtschaft
Es gab 2020 nach der amtlichen Statistik im Bereich Handel und Verkehr 34 sozialversicherungspflichtig Beschäftigte am Arbeitsort. In sonstigen Wirtschaftsbereichen waren am Arbeitsort 36 Personen sozialversicherungspflichtig beschäftigt. Sozialversicherungspflichtig Beschäftigte am Wohnort wurden insgesamt 479 registriert. Im verarbeitenden Gewerbe und im Bauhauptgewerbe existierten jeweils zwei Betriebe. Im Jahr 2016 wurden 31 landwirtschaftliche Betriebe mit einer landwirtschaftlich genutzten Fläche von 764 Hektar gezählt; davon waren 611 Hektar Ackerfläche und 93 Hektar Dauergrünfläche. Zusätzlich existiert eine Zweigstelle der Raiffeisenbank Volkacher Mainschleife - Wiesentheid.

### Bildung
Es gibt folgende Einrichtungen (Stand: 2008):
- 50 Kindergartenplätze mit 36 Kindern (Träger: Evangelischer Kindergartenverein)
- Tagungs- und Übernachtungshaus der Evangelischen Landjugend: Jugendarbeit und Erwachsenenbildung (Träger: Evangelische Landjugend in Bayern)

Wiesenbronn liegt heute im Sprengel der Grundschule im nahen Kleinlangheim. Ab der 5. Klasse besuchen die Kinder die Nikolaus-Fey-Mittelschule in Wiesentheid. Weiterführende Schulen können mit der Mädchenrealschule in Volkach und mit der Realschule in Dettelbach besucht werden. Gymnasien gibt es in Münsterschwarzach (Egbert-Gymnasium), Volkach-Gaibach (Franken-Landschulheim Schloss Gaibach), Wiesentheid (Steigerwald-Landschulheim) und Kitzingen (Armin-Knab-Gymnasium).

## Kultur und Sehenswürdigkeiten

### Baudenkmäler

#### Kirche

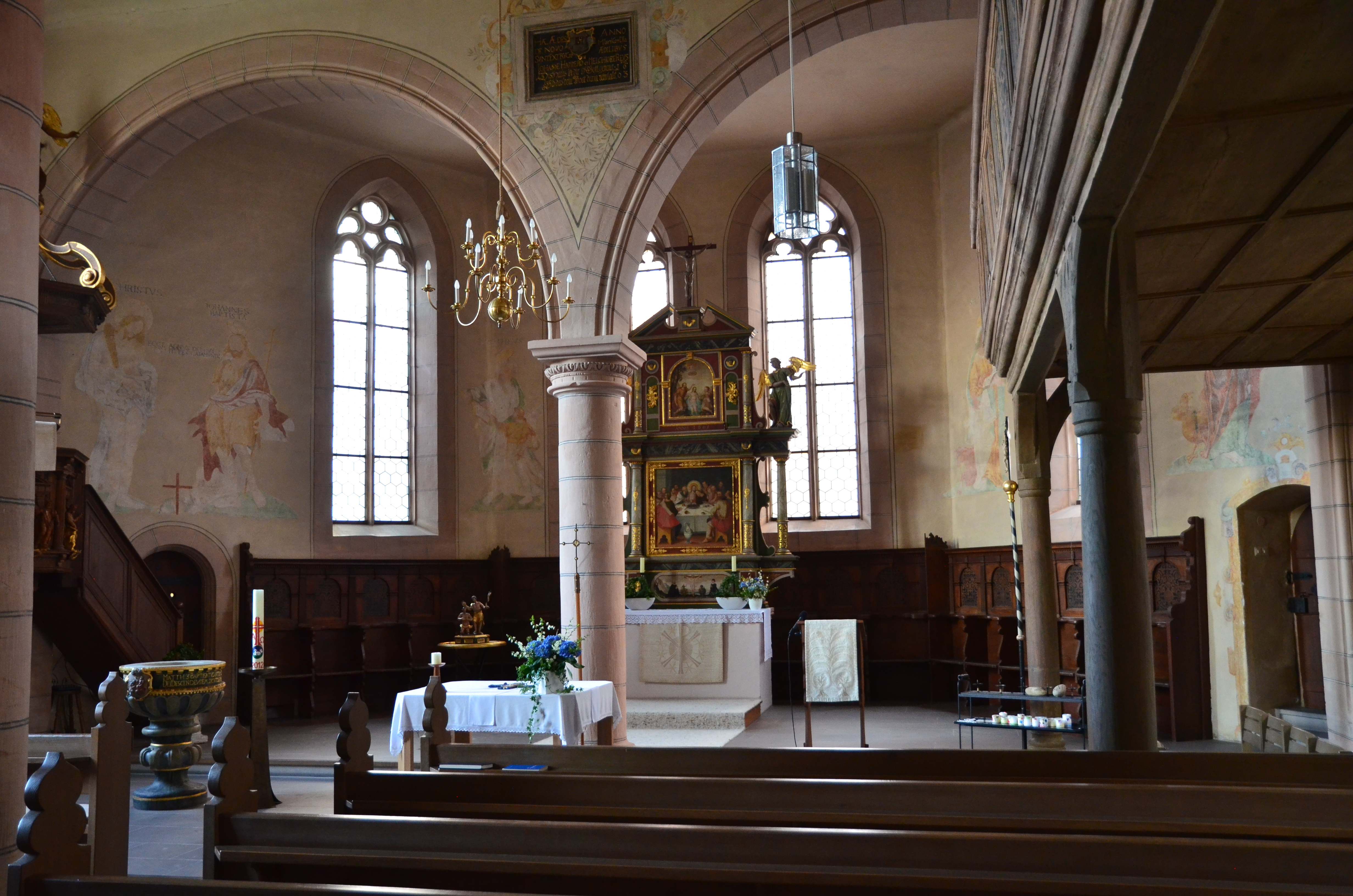
Blick zum Chorraum

Das Gotteshaus zum Heiligen Kreuz beherrscht von seiner erhöhten Position aus das Ortsbild. Die noch gut sichtbare Ummauerung vom Ortseingang her und die wehrhafte nördliche Mauer weisen auf die Vergangenheit als Flieh- und Kirchenburg hin. Das Kirchenschiff wurde 1603 neu errichtet, woran die Gedenktafel auf der Säule vor dem Altar und ein hölzerner Pfeiler der Empore erinnern. Erst 1972 wurden Fresken entdeckt und freigelegt.

#### Friedhof

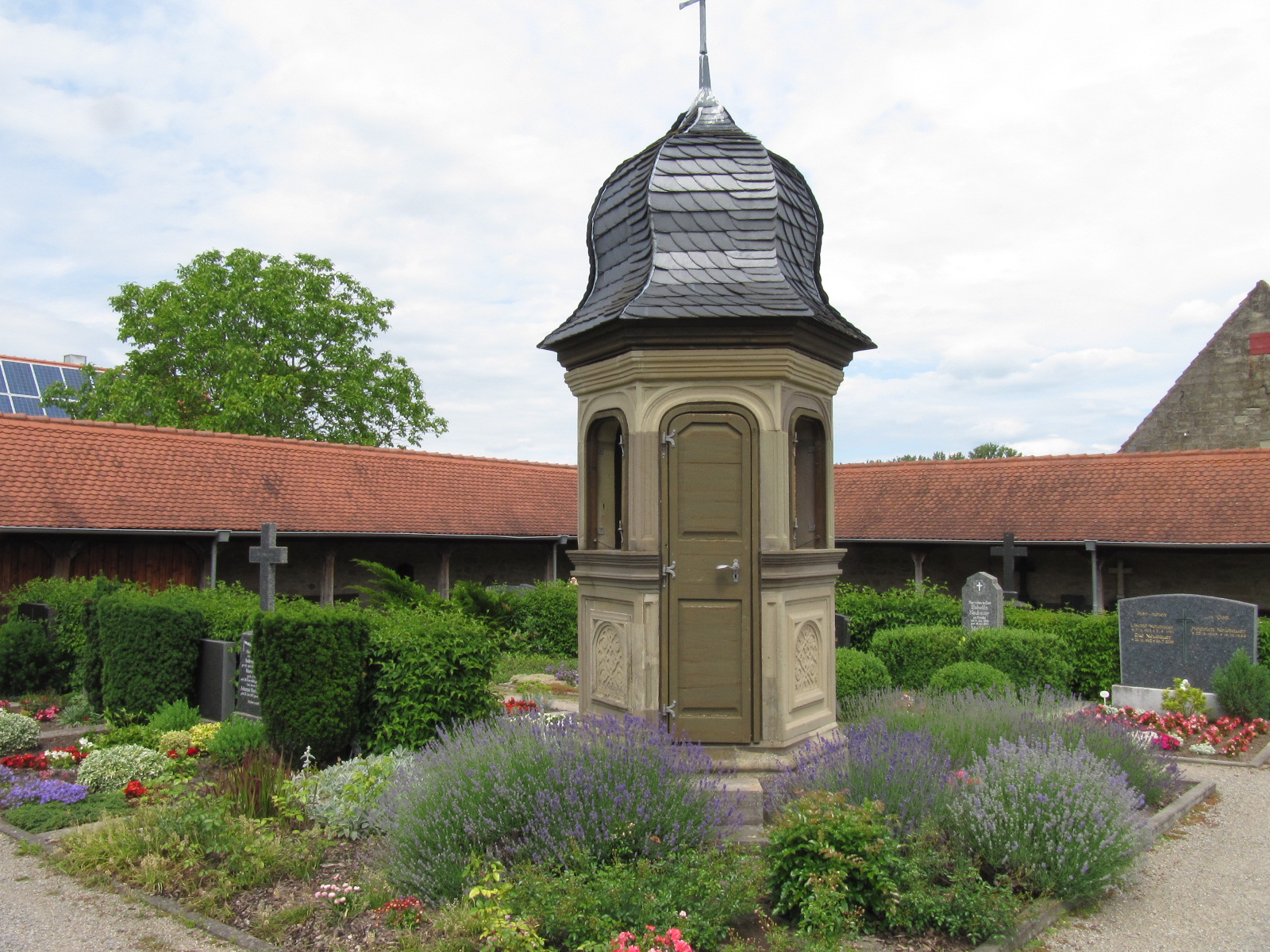
Arkaden mit freistehender Kanzel

Die Anlage eines Friedhofs mit freistehender Predigtkanzel und Arkadengang ist ebenso in Mainbernheim, Prichsenstadt, Repperndorf, Marktsteft und Abtswind zu finden. 1603 wurde der Friedhof, der innerhalb der Kirchenburg lag, mit dem Neubau der Kirche an den Rand des Dorfes verlegt. Der Geist der Reformation fand in der Verlegung seinen baulichen Ausdruck. Vor der Reformation sah man in der unmittelbaren Nähe zum Allerheiligsten, dem Altar, und im geweihten Kirchhof eine Anwartschaft auf die Erlösung der Verstorbenen bei der Auferstehung. Außerhalb der Kirchhofmauern fanden Ausgestoßene ihren Platz in ungeweihter Erde. Durch die Reformation änderte sich das grundlegend. Die Gläubigen verließen sich auf das rettende Leiden und Sterben Christi für jeden Einzelnen.
Bei seiner Neugestaltung Ende des 20. Jahrhunderts versetzte man die Friedhofskanzel von ihrem Standort in der Nähe der Aussegnungshalle an den heutigen Platz, um die Arkaden nutzen zu können.

#### Synagoge

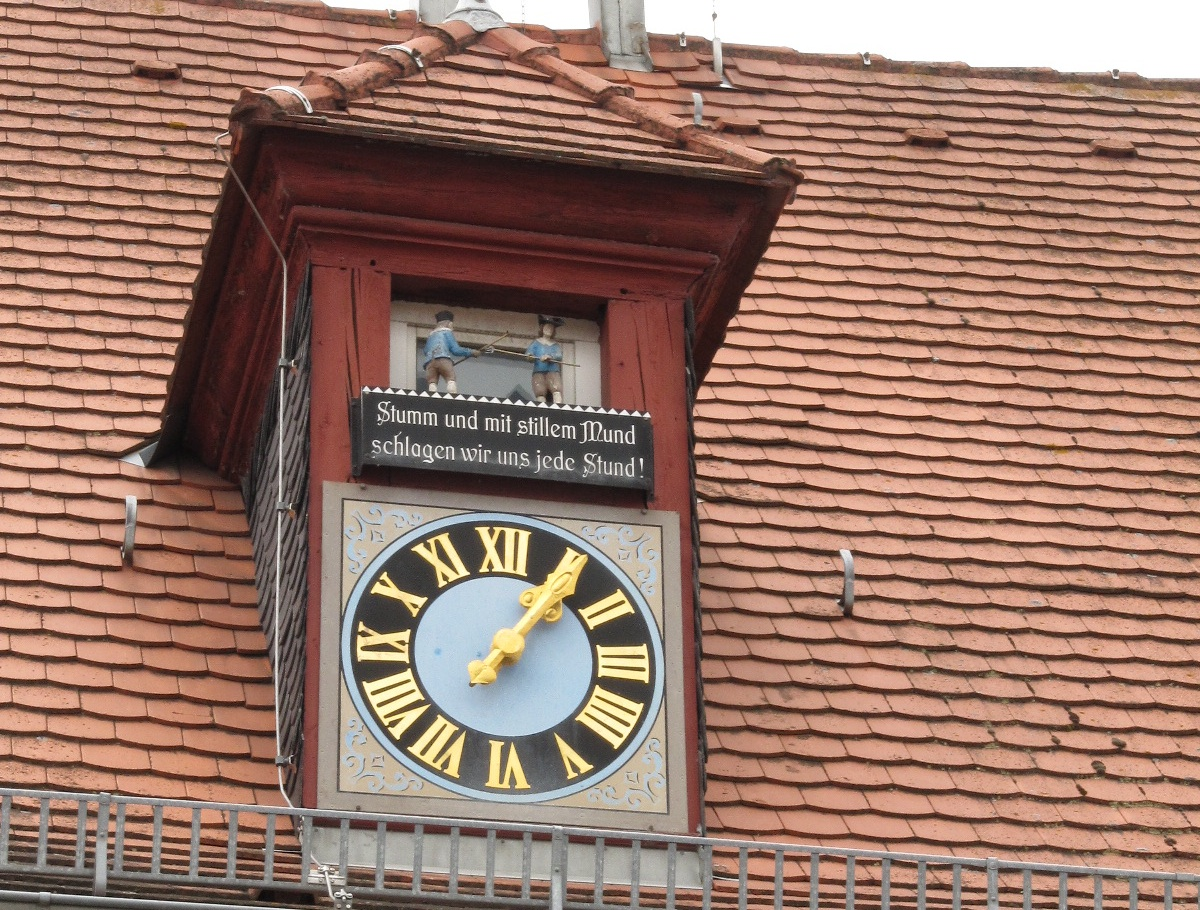
Die Streitenden über der Rathausuhr

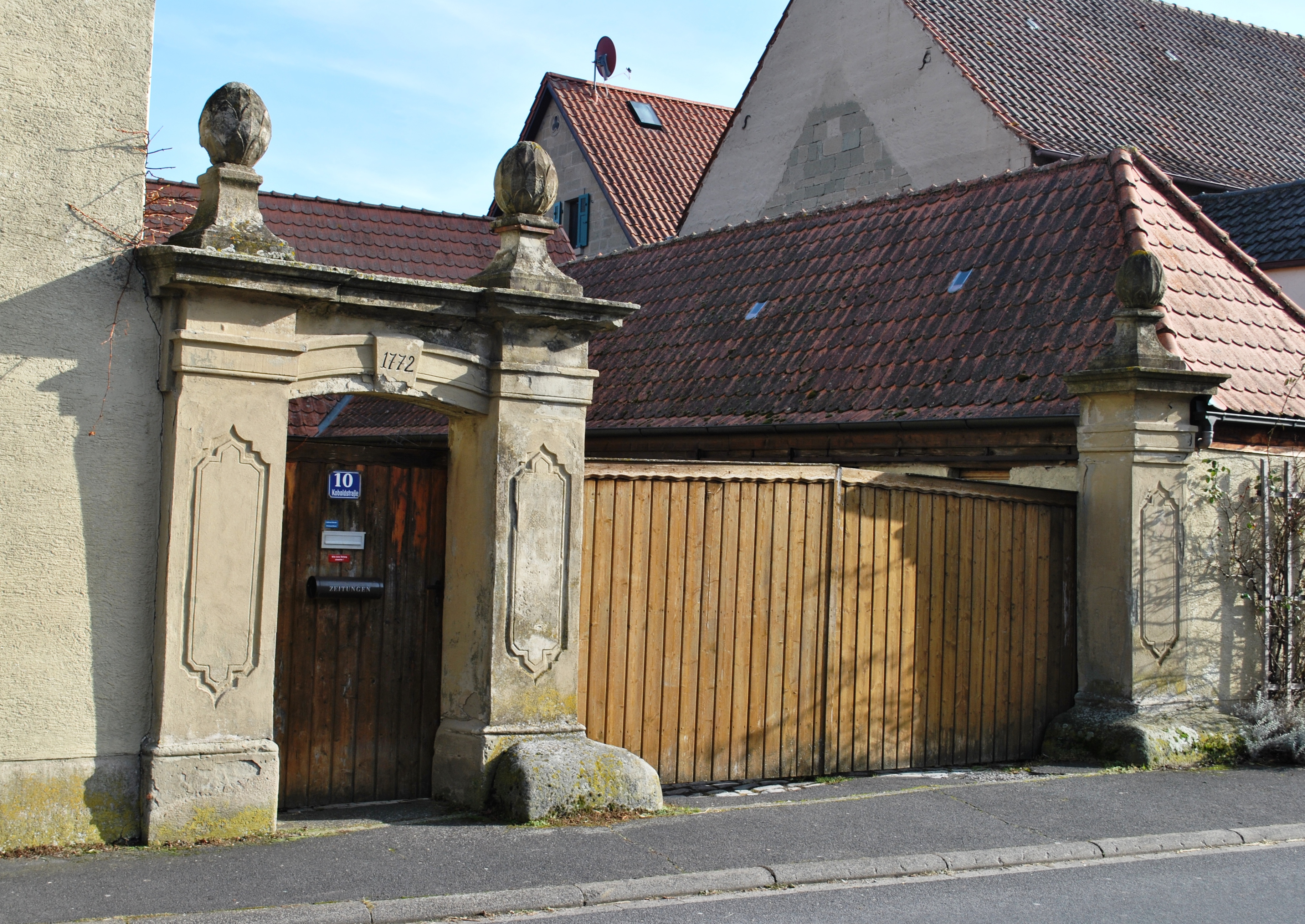
Hoftor in der Koboldstraße 10

In Wiesenbronn sind erstmals 1548 Juden nachweisbar. 1718 konnte ein Anbau auf dem Grundstück in der heutigen Badergasse 4 als Synagoge genutzt werden. Die jüdischen Einwohner errichteten 1792 dort die neue Synagoge. Weiterhin gab es in Wiesenbronn eine jüdische Schule und ein rituelles Tauchbad. Die Toten fanden im Rödelseer Friedhof ihre letzte Ruhe.
Ihre Blütezeit hatte die Gemeinde in der ersten Hälfte des 19. Jahrhunderts mit 192 jüdischen Einwohnern im Jahr 1814 und 160 im Jahr 1837. 1933 wohnten nur noch 22 Juden im Ort. Beim Novemberpogrom 1938 wurden die jüdischen Einwohner gedemütigt und misshandelt. Die letzten jüdischen Frauen wurden von Würzburg am 24. März 1943 nach Izbica bei Lublin bzw. am 17. Juni 1943 nach Auschwitz gebracht und ermordet.
Die derzeitigen Eigentümer sanierten nach dem Kauf des Gebäudes im Jahre 2005 die ehemalige Synagoge in der Badergasse 4 in Wiesenbronn. Bei den Renovierungsarbeiten wurden Reste eines abgebrochenen mittelalterlichen Herrensitzes entdeckt, auf dem das heutige Gebäude errichtet worden war.

#### Rathaus
1724 wurde das Rathaus erbaut. Es erhielt 1768 die Freitreppe. Über der Uhr sind die Berufe Bauer und Häcker, die das Dorf prägen und prägten, mit ihren Arbeitsgeräten, Karst und Mistgabel, dargestellt. Jede Stunde schlagen sie sich und weisen auf ehemalige Konflikte zwischen ihren Berufsgruppen hin.

#### Hoftore
In Wiesenbronn haben sich mehrere alte Hoftore erhalten, die vom wachsenden Reichtum der Bauern und Winzer im Steigerwaldvorland am Ausgang des 18. Jahrhunderts zeugen. Sie wurden aus Sandstein geschaffen und schließen häufig mit den besonders typischen Vasenaufsätzen ab. Hoftore sind in der Eichstraße 13, in der Koboldstraße 7, der Koboldstraße 10 und in der Schulgasse 5 zu finden. Als lokalhistorische Besonderheit hat sich in der Koboldstraße 7 eine Hochwassermarke erhalten, die auf eine Sturzflut im Jahr 1860 Hinweis gibt. → siehe auch: Hoftor (Koboldstraße 7, Wiesenbronn)

### Regelmäßige Veranstaltungen
- Weinkost im Seegarten am letzten Sonntag im Mai
- Weinfest im Seegarten am ersten Wochenende im August
- Segnung der Trauben am ersten Sonntag im September
- Schützenfest mit Schützenauszug und gemütlichem Beisammensein am zweiten Sonntag im September
- Kirchweih am vierten Sonntag im September
- Bürgerauszug am Kirchweihdienstag
- Einholen der letzten Fuhre am dritten Sonntag im Oktober

### Sage

#### Der Kobold
Die Wiesenbronner Koboldstraße und der sogenannte Koboldsee im Südosten des Ortes weisen auf die bekannteste Sage des Dorfes hin. Vor dem Dorf, in der Flurlage Allern, trieb einst ein Kobold sein Unwesen. Er stahl die Werkzeuge der Bauern und die Brote der Feldarbeiter und zerstörte einen Pflug. Ebenso wurde er für die Milchlosigkeit der Kühe verantwortlich gemacht. Er soll gegen ihre Euter getreten haben.
Die Gänsehirten auf den Allern belästigte er, indem er ihre Tiere mit lauten Rufen auseinandertrieb. Schnell hatte sich im Dorf die Kunde vom Kobold verbreitet und man mied das Stück Land. Lediglich ein armer Bauer musste täglich sein kleines Feld auf den Allern besuchen. Einmal nahm er seine Frau und sein Kind mit, das in einem kleinen Weidenkorb mitgetragen wurde. Der Kobold schlich sich zum Korb, trug das Kind davon und setzte sich selbst hinein.
Als die Frau nun nach ihrem Sohn sehen wollte, schaute sie nun der krebsrote Kobold an. Die Frau erschrak so sehr, dass sie tot umfiel. Der Bauer konnte aber ins Dorf rennen und die Mönche des nahen Klosters rufen. Sie zogen in einer großen Prozession auf die Allern. Der Abt erhob das Kreuz vor dem Wechselbalg im Korb und der Kobold rannte schreiend in den nahen Wald. Niemand musste mehr unter seinen Streichen leiden. Der Wald aber wurde „Lachwald“ genannt und soll am Walpurgistag gemieden werden.

#### Der Huppmann
Die Gemarkung von Wiesenbronn war in der Vergangenheit immer wieder umstritten. Insbesondere die Iphöfer versuchten oft, ihre Grenze auf Kosten der Wiesenbronner zu verschieben. Die Wiesenbronner behaupteten, dass die Grenze über das Flurstück Sattlesrangen verlaufe, während die Iphöfer den Zerchweg als eigentliche Grenzflur ausmachten. Ein Iphöfer Waldhüter aber schwor: „So wahr der Schöpfer über mir ist, stehe ich auf Iphöfer Erde.“ Das Gebiet fiel an Iphofen.
Der Waldhüter hatte sich allerdings einen Schöpflöffel in den Hut gesteckt und stand in seinen Schuhen auf Erde aus Iphofen. Als er gestorben war, musste er für seinen Betrug büßen und als Geist umgehen. Mit dem Ruf: „Hupp, he-i!“, sorgte er für Angst und Schrecken. Manchmal drohte man auch unartigen Kindern mit dem sogenannten Huppmann. Man nimmt an, dass der Waldhüter eines Tages erlöst wurde, weil sein Geschrei irgendwann ausblieb.

## Weinbau

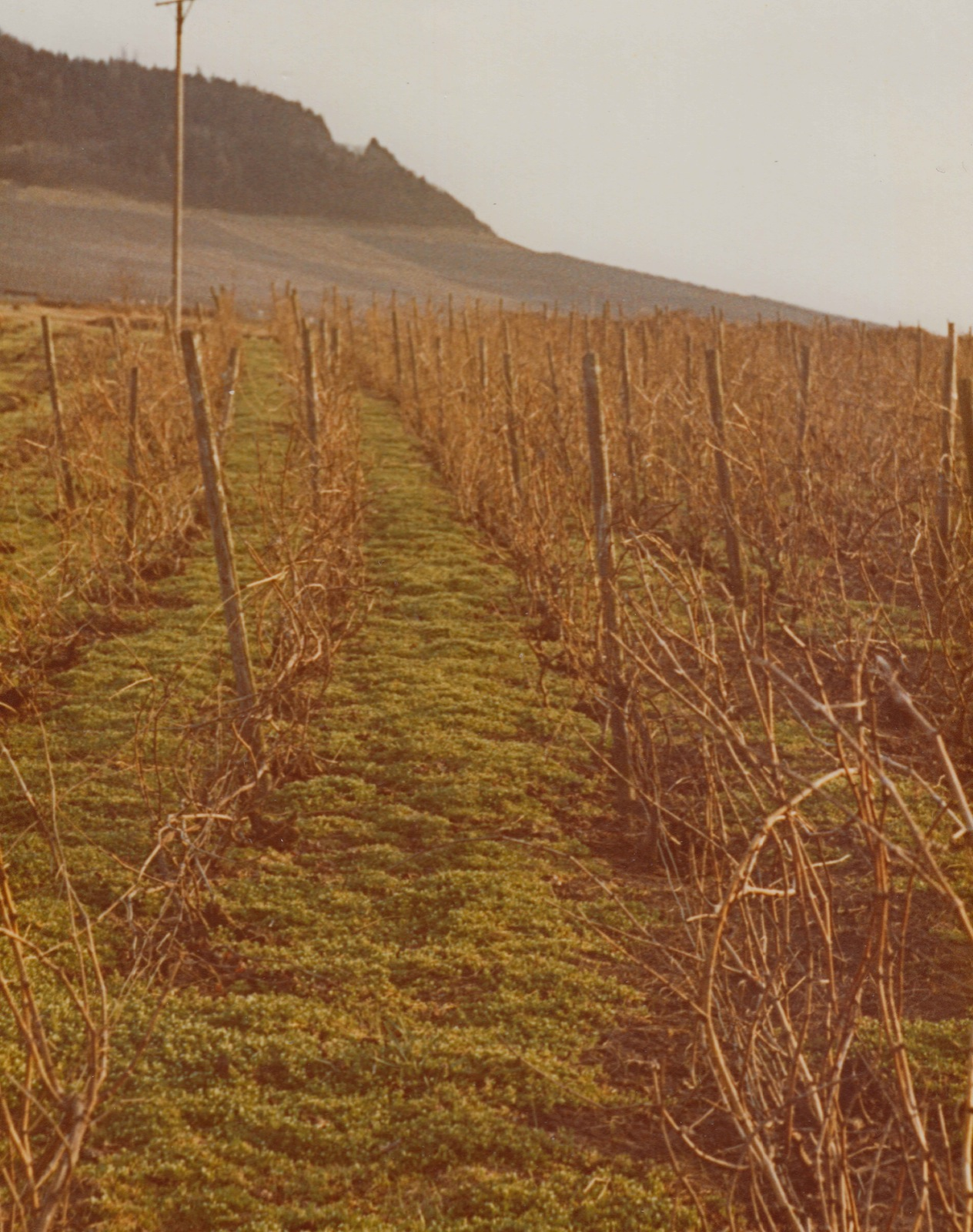
Alte Weinbergsanlage in Wiesenbronn

Solange die Geschichte Wiesenbronns zurückverfolgt werden kann, gab es im Ort Weinbau. 1883 waren 120,08 ha von 1057,97 ha der wirtschaftlich genutzten Fläche mit Rebstöcken bepflanzt. Durch den Brauch der Realteilung entstanden immer mehr Anwesen und es bildete sich eine immer kleiner werdende Parzellierung heraus. Es wuchs eine malerische, abwechslungsreiche Landschaft mit großen dichten Hecken, Wiesen, Feldern und kleinen Weinbergen. Deren Erscheinungsbild war geprägt von den gekrümmten Zeilen, den engen unregelmäßig wachsenden, niedrigen Rebstöcken und den Weinbergshäuschen. Groß war die Vielfalt der Lagenamen: Obere Hardt, Kiliansberg, Hirschgraben, Dürrbach, Hägel, Bernbuch, Rödelseer Weg, Hasenberg, Sändlein, Höll, Schleifweg, Würmlein, Damm, Kirchbühl, Rüdenhäuser Weg, Saubuck, Roßbach, Trautberger Weg, Rosenbühl, Casteller Weg, Königlein, Dietrichsau, Lötschen, Mecken, Schiller, Höhfeld, Gans, Kobold, Desen, Hellenberg, Klingenweg, Knorrn, Hölzlein, Geisberg, Kugelspiel und Eichelsee.
Um die Landwirtschaft krisenfest und konkurrenzfähig zu machen, musste rationalisiert werden. So wurden systematisch Flurbereinigungen durchgeführt. Am Ende der Flurbereinigung gab es 1973 noch 48,38 ha Rebland von 1127,24 ha Wirtschaftsfläche. Von den alten Lagenamen setzten sich nur zwei große durch: Geisberg und Wachhügel. Alle neu angelegten Weinberge hatten nun durch den Zeilenabstand von 1,50 m und den Pflanzabstand von 1,30 m ein einheitliches Aussehen.
Seit 1947 wird in der Gemarkung von Wiesenbronn Rotwein angebaut. Dadurch sowie durch die herausragende Qualität seiner Weine wurde der klima- und bodengünstige Ort als „Rotweininsel am Steigerwald“ bekannt. 1974 begannen Pionier-Winzer in Wiesenbronn mit dem ökologischen Weinbau.
Heute gibt es insgesamt drei Weinlagen um das Dorf; der Wein wird unter den Namen Wiesenbronner Geißberg, Heller Berg und Wachhügel vermarktet. Der Wiesenbronner Kirchbühl ist keine offizielle Lage. Wiesenbronn ist Teil des Bereichs Schwanberger Land; bis 2017 waren die Winzer im Bereich Steigerwald zusammengefasst. Die Keuperböden um Wiesenbronn eignen sich ebenso für den Anbau von Wein wie die Lage in der Maingauklimazone, die zu den wärmsten Deutschlands gehört. Die jahrhundertealte Weinkultur zieht auch Touristen nach Wiesenbronn. So legte man ein Weinlabyrinth an und engagierte Künstler für die Errichtung eines Weinkunstweges.
| Weinlage    | Größe 1993 | Größe 2019 | Himmelsrichtung  | Hangneigung | Hauptrebsorten           | Großlage             |
| ----------- | ---------- | ---------- | ---------------- | ----------- | ------------------------ | -------------------- |
| Geißberg    | 18 ha      | 10 ha      | Südwesten        | 25 %        | Silvaner                 | Rödelseer Schloßberg |
| Heller Berg | unklar     | 4 ha       | Südwesten, Süden | unklar      | unklar                   | Rödelseer Schloßberg |
| Wachhügel   | 50 ha      | 37 ha      | Nordwesten       | 10 %        | Silvaner, Müller-Thurgau | Rödelseer Schloßberg |

## Persönlichkeiten
- Martin Haag (gen. 1600), Baumeister, Haag errichtete das Wildbad in Castell
- Johann Samuel Ehrmann (1696–1749), lutherischer Pfarrer, Kapellmeister und Musikdirektor
- Gerson Levi (um 1765–1839), Rabbiner in Wiesenbronn, Lehrer von Seligmann Bär Bamberger
- Heinrich Ritter von Buz (1801–1876), General-Leutnant, Chef des bayerischen Ingenieur-Corps[25]
- Carl Buz (1803–1870), Industrieller[26]
- Seligmann Bär Bamberger, der „Würzburger Rav“ (1807–1878), ein wichtiger Vertreter des orthodoxen Judentums, wurde in Wiesenbronn in der Eichenstraße 1 geboren. Das Haus steht nicht mehr. Eine Gedenktafel erinnert an diesen berühmten Sohn der Gemeinde.
- Moses Löb Bamberger (1838–1899), Rabbiner des Distriktsrabbinats Bad Kissingen
- Martin Haagen (1861–1913), Abgeordneter im Bayerischen Landtag für die Liberale Vereinigung
- Gerd Landsberg (* 1952), Geschäftsführendes Präsidialmitglied des Deutschen Städte- und Gemeindebundes von 1998 bis 2023, ist in der Gemeinde geboren.
- Hansmartin Hüssner (1953–2006), deutscher Geologe und Paläontologe mit dem Schwerpunkt fossiler Riffe, war Professor an der Goethe-Universität Frankfurt am Main.
- Reinhard Hüssner (* 1958), Ethnologe und Museumsdirektor, Hüssner wuchs in Wiesenbronn auf und leitete zwischen 1993 und 2022 das Kirchenburgmuseum Mönchsondheim, 2001 wurde er mit dem Frankenwürfel ausgezeichnet.[27]
- Barbara Becker (* 1969), Politikerin, MdL. Becker lebt in Wiesenbronn.
- Erna Paul († 2012), Mundartdichterin und Landwirtin, Erna Paul wurde als Erna Full in Wiesenbronn geboren, sie schuf unter anderem Theaterstücke in fränkischer Mundart, 1997 wurde sie mit dem Frankenwürfel ausgezeichnet.[28]